# 葉紹顒
葉紹顒（1594年—1670年），原名慶餘，一作紹卬，字季若，一字慶繩，法名行承，號妙高居士，直隸蘇州府吳江縣人，明朝政治人物。

## 生平
天啟四年（1624年）甲子科應天鄉試舉人，五年（1625年）乙丑科三甲第二十八名進士，與從兄葉紹袁同榜。授浙江道監察御史，巡按廣東，升太僕寺卿。明亡後，隱居不出近三十年。

## 著作
著有《按粵疏草》、《陽明要書》。

## 家族
妻毛氏，毛圖南女；繼妻顧氏，顧曾唯女。